# Lawrence H. Knox
Lawrence Howland Knox (New Bedford, 30 de septiembre de 1906-Ciudad de México, 6 de enero de 1966)fue un químico estadounidense. Fue uno de los primeros afroestadounidenses en recibir un doctorado en química, después de su hermano mayor William Jacob Knox Jr. (1904-1995). Ambos hermanos estaban entre los científicos y técnicos afroestadounidenses del Proyecto Manhattan. Lawrence trabajó con Paul Doughty Bartlett en un experimento para probar mecanismos orgánicos en química que implicaba el uso de la molécula biciclo (2.2.1) heptano, un tipo de molécula bicíclica. Además, Lawrence hizo contribuciones importantes, como la publicación de artículos sobre moléculas de hidrocarburos aromáticos y demostró que la teoría de Erick Hückel sobre los hidrocarburos aromáticos era correcta.

## Biografía

### Primeros años
Nació en 1906 en Massachusetts. Su abuelo fue Elijah Knox quien nació en Carolina del Norte en el seno de una familia de esclavos; a base de trabajo duro y determinación se convirtió en un experto carpintero y luego compró su libertad en 1846 para posteriormente viajar al norte e instalarse en New Bedford, Massachusetts. Su padre fue William Jacob, quien sentó un precedente importante para las generaciones futuras de movilidad ascendente a través de la educación. William recibió la puntuación más alta en el examen de servicio civil de New Bedford en 1903 y luego adquirió un puesto en la oficina de correos en 1905. Finalmente se casó con Estella y los dos tuvieron 5 hijos; dos hijas y tres hijos (William, Lawrence y Clinton).
Los tres hijos se convirtieron en distinguidos expertos en sus respectivos campos de estudio. William Jacob se graduó de la Universidad de Harvard con un doctorado en química y se unió a Lawrence como parte del Proyecto Manhattan. Su hermano menor, Clinton E. Knox, también se graduó en la Universidad de Harvard con un doctorado en historia y se desempeñó como embajador en Dahomey (ahora Benín, 1964–69) y Haití (1969–73). En 1935, la familia Knox constituía un total del 7% de todos los afroestadounidenses con un doctorado en química.
En 1928, Knox recibió una licenciatura en química en el Bates College. Durante su asistencia a dicha institución académica participó en numerosas actividades extracurriculares; fue miembro de la Sociedad Científica Jordan y futbolista. Durante dos años después de su graduación, enseñó química en Morehouse College en Atlanta. En 1930, Lawrence comenzó en la Universidad Stanford y después de un año obtuvo una Maestría en Ciencias. Knox continuó su educación en la Universidad de Harvard y recibió su doctorado en química orgánica en 1940. Su tesis se tituló "Estructuras bicíclicas que prohíben la inversión de Walden. Reacciones de reemplazo en 1-apocampano 1 sustituido".

### Carrera
Durante cuatro años después de graduarse de la Universidad de Harvard, con opciones limitadas debido a su raza, Knox volvió a enseñar química en lo que hoy es la Universidad Central de Carolina del Norte. En 1944, trabajó para la División de Investigación de Guerra de la Universidad de Columbia, donde estudió la radiación. Su trabajo se utilizó en la investigación del Proyecto Manhattan sobre los efectos de las bombas atómicas. Después de la guerra, encontró un puesto industrial en la empresa química Nopco en Harrison, Nueva Jersey.
En 1948, William von Eggers Doering (con quien había trabajado durante su etapa en la División de Investigación de Guerra) lo invitó a convertirse en director residente de la Fundación de Investigación Química Hickrill en Katonah, Nueva York, donde se especializaban en investigaciones de larga duración e investigación especulativa.
A lo largo de su carrera, Knox fue una inspiración y un compañero de trabajo de buen corazón para quienes lo rodeaban. Doering lo describió como "el mejor compañero de trabajo experimental que he tenido". Mientras tanto, Knox inspiró a varios jóvenes a convertirse en expertos en química, incluido Maitland Jones Jr., quien llegó a ser profesor en la Universidad de Princeton y la Universidad de Nueva York, y Caleb Finch, profesor de neurobiología en la Universidad del Sur de California.
A él se le atribuyen al menos dos patentes estadounidenses, la producción de arecolina aceptada el 2 de mayo de 1950 y la preparación fotoquímica de tropilidenos en 1953.
Fue jefe del departamento de química de la Universidad Central de Carolina del Norte y enseñó en la Universidad Estatal Técnica y Agrícola de Carolina del Norte.

### Vida personal
Se casó con una mujer llamada Hazel y tuvieron un hijo. Su traslado a Katonah en 1948 se encontró con una firme oposición de la comunidad blanca local, que exigía que vivieran en el distrito marginal reservado para los residentes negros conocido como Greenville. En consecuencia, Sylvan y Ruth Weil, los filántropos que fundaron la Hickrill Chemical Research Foundation, construyeron una casa para la familia Knox en su finca. La familia enfrentó no sólo aislamiento residencial sino también un aislamiento social persistente durante su estancia en Katonah. Se unieron a la iglesia episcopal local e invitaron personalmente a los residentes locales a su casa para una fiesta, solo para ser rechazados por la comunidad predominantemente blanca.
Se divorció y se volvió a casar con la exsecretaria de la Hickrill Chemical Research Foundation, una mujer blanca llamada Anne Juren. La pareja se mudó a la Ciudad de México después de que Knox aceptara un trabajo en Laboratorios Syntex S.A., una pequeña empresa farmacéutica. Allí, Lawrence y Anne adoptaron a una bebé local, Naomi. Falleció de envenenamiento por monóxido de carbono en 1966 por un calentador de queroseno.